# Bohuslav Kirchmann
Bohuslav Kirchmann (ur. 15 kwietnia 1902 w Ostrawie, zm. 24 stycznia 1990 w Pradze) – czechosłowacki szermierz, brązowy medalista mistrzostw świata.
Podczas mistrzostw świata w Pieszczanach w 1938 roku reprezentacja Czechosłowacji w składzie: Hervarth Frass von Friedenfeldt, Jiří Jesenský, Jindřich Kakos, Bohuslav Kirchmann, Zdenko Rybka i František Vohryzek zdobyła brązowy medal we florecie drużynowym.
Brał udział w igrzyskach olimpijskich w Berlinie w 1936 roku, gdzie we florecie drużynowym odpadł w ćwierćfinałach, a indywidualnie w drugiej rundzie. Startował tam również w szabli, drużynowo docierając do ćwierćfinałów, a indywidualnie odpadł w pierwszej rundzie. Wziął też udział w szpadzie drużynowej, w której reprezentacja Czechosłowacji odpadła w ćwierćfinale